# Gerald McRaney
Gerald Lee McRaney (ur. 19 sierpnia 1947 w Collins) – amerykański aktor, producent, reżyser i scenarzysta telewizyjny.
W Polsce znany jest głównie z popularnego w latach 90. serialu komediowego Tata major oraz innych produkcji telewizyjnych. Grał również główną rolę w serialu Podróż do Ziemi Obiecanej, a także w serialach Deadwood i Jerycho.

## Życiorys

### Wczesne lata
Urodził się w Collins w Missisipi jako syn Edny Lenory (z domu Lewis) i Clyde’a Charlesa McRaneya, budowniczego. Jego rodzina miała pochodzenie szkockie, angielskie i Czoktawów. Miał brata Buddy’ego i siostrę Ann. Grał  w piłkę nożną w gimnazjum, zanim doznał kontuzji kolana. Uczęszczał do college’u na Uniwersytecie Mississippi. Miał 14 lat, kiedy miał zamiar zostać aktorem. Pracował na polach naftowych Luizjany i na morskich platformach wiertniczych w Zatoce Meksykańskiej.

### Kariera
Po udziale w dwóch horrorach klasy Z, Night of Bloody Horror (1969) i Women and Bloody Terror (1970), grał gościnnie w serialach, w tym fantasy NBC Galeria nocna (Night Gallery, 1972) jako Tuttle z Cornelem Wilde, The Waltons (1974), Mannix (1975), Barnaby Jones (1974, 1976), Ulice San Francisco (1975, 1976) i Sierżant Anderson (1976). W serialu westernie CBS Strzały w Dodge City (1973, 1975) był ostatnim rewolwerowcem, który zmierzył się z szeryfem Mattem Dillonem (James Arness). W serialu CBS Hawaii Five-O (1976) wcielił się w postać Tima Rydera, uzależnionego od heroiny weterana wojny wietnamskiej. Był przesłuchiwany do roli Luke’a Duke’a w serialu CBS Diukowie Hazzardu (1979), którą ostatecznie przyjął Tom Wopat, a Gerald McRaney w rezultacie gościnnie zagrał recepcjonistę.
Od 24 listopada 1981 do 22 marca 1989 grał mądrego i starszego brata Richarda „Ricka” Simona w serialu kryminalnym Simon i Simon. W przeboju kinowym  Wolfganga Petersena Niekończąca się opowieść (1984) wystąpił jako pracoholik Barney Bux, owdowiały ojciec Bastiana. Zaskarbił sobie sympatię wśród telewidzów w roli majora Johna D. MacGillisa w sitcomie Tata major (1989–1993). 
W 1990 wystąpił jako Andrew Makepeace Ladd III w sztuce A.R. Gurneya Listy miłosne. Grał też w sztuce Uniewinniony i dusza Zachodu. W 2008 debiutował na Broadwayu jako Lewis w komedii Podział majątku z Elizabeth Ashley.
Rola George’a Hearsta w serialu HBO Deadwood (2005–2006) wraz z obsadą przyniosła mu nominację do Nagrody Gildii Aktorów Ekranowych. W House of Cards (2013–2017) zagrał postać Raymonda Alana Tuska, przemysłowca–miliardera, który specjalizuje się w energetyce jądrowej, właściciela kilku elektrowni jądrowych, bliskiego przyjaciela i doradcy prezydenta Garretta Walkera (Michel Gill). Jako dr Nathan Katowski / Doktor K w serialu NBC Tacy jesteśmy (2016–2022) otrzymał nagrodę Emmy.

## Życie prywatne
W maju 1966 ożenił się z Beverly A. Root. Mają syna Angusa, który urodził się głuchoniemy, i córkę Jessicę. W 1971 doszło do rozwodu. 14 listopada 1981 poślubił Pat Moran, z którą ma córkę Greer. W 1989 rozwiedli się.
Podczas lunchu w 1987 poznał swoją przyszłą trzecią żonę Deltę Burke i wkrótce pojawił się gościnnie jako jej były mąż Dash Goff w sitcomie Projektantki (Designing Women, 1987, 1988). W życiu prywatnym pobrali się 28 maja 1989. Zdjęcie ze ślubu trafiło na okładkę magazynu „People”. 
W sierpniu 2004 McRaney przeszedł udaną operację raka płuc na wczesnym etapie w Houston w Teksasie. 

## Filmografia
Filmy:
- Niekończąca się opowieść (1984) jako pan Bux, ojciec Bastiana
- Gdzie u licha to złoto? (1988) jako Jones
- Kto zabił moją córkę? (1994) jako Frank Mayfield
- Mój mąż, mój wróg (1995) jako Dave Morgan
- To nie nasz syn (1995) jako George Keller
- Tam, gdzie mój dom (2000) jako Dutch
- Zagłada z głębin (2001) jako admirał Eugene Justice
- Tornado stulecia (2002) jako dr Jake Arledge
- Jaś i Małgosia (2002) jako ojciec
- Zrujnowana (2003) jako Jim Bancroft
- Ike: Odliczanie do inwazji (2004) jako gen. George Patton
- Shiloh w opałach (2006) jako Ray Preston
- Aż po grób (2009) jako Gus Horton
- Drużyna A (2010) jako gen. Russell Morrison
- Eskarda „Czerwone Ogony” (2012) jako gen. Luntz

Seriale telewizyjne:
- Ulice San Francisco (1972–1977) jako Buck/Jeff Dixon (gościnnie)
- Sierżant Anderson (1974–1978) jako Comet (gościnnie)
- Magnum (1980–1988) jako Rick Simon (gościnnie)
- Projektantki (1986–1993) jako Dash Goff (gościnnie)
- Świat pana trenera (1989–1997) jako Jim Collins (gościnnie)
- Tata major (1989–1993) jako mjr John D. „Mac” McGillis
- Diagnoza morderstwo (1993–2001) jako Andy Ruggio (gościnnie)
- Prawo Burke’a (1994–1995) jako Ronnie Gelico (gościnnie)
- Dotyk anioła (1994–2003) jako dr Joe Patcherik (gościnnie)
- Central Park West (1995–1996) jako Adam Brock
- JAG – Wojskowe Biuro Śledcze (1995–2005) jako sierżant Charvis Krohn (gościnnie)
- Podróż do Ziemi Obiecanej (1996–1999) jako Russell Greene
- Prezydencki poker (1999–2006) jako gen. Alan Adamle (gościnnie)
- CSI: Kryminalne zagadki Las Vegas (od 2000) jako Eli Schindler (gościnnie)
- Martwa strefa (2002–2007) jako Harrison Fisher (gościnnie)
- Pogoda na miłość (2003–2012) jako Royal Scott (gościnnie)
- Deadwood (2004–2006) jako George Hearst
- Jerycho (2006–2008) jako Johnston Green
- Kobiecy Klub Zbrodni (2007–2008) jako Martin Boxer (gościnnie)
- Pan i pani Bloom (2010) jako Carlton Shaw
- Paragraf Kate (2011–2012) jako sędzia David Nicastro
- Tacy jesteśmy (2016–2017) jako dr Nathan Katowski/Doktor K